# Kulla (Mulgi)
Kulla – wieś w Estonii, w prowincji Viljandi, w gminie Mulgi.